# Friedrich Winter (Politiker, 1896)
Friedrich Wilhelm Winter (* 18. September 1896 in Silixen; † 2. Januar 1980 in Lemgo) war ein deutscher sozialdemokratischer Politiker.

## Leben und Wirken
Winter wurde als Sohn des Zieglermeisters Anton Heinrich Winter geboren. Nach dem Besuch der Volksschule in Silixen zog er mit seinem Vater 1911 nach Chemnitz-Bornau auf Ziegelei. Im Winterhalbjahr, zurück im heimatlichen Silixen, erlernte er den Beruf des Korbmachers und arbeitete, unterbrochen vom Militärdienst 1914 bis Januar 1919, bis 1921 in diesem Beruf und als Ziegler. Als Ziegler arbeitete er zwischen 1911 und 1915 in Chemnitz.
1917 heiratete er Minna Friederike Lüdeking aus Möllenbeck.
Im Jahr 1919 trat er der SPD bei. Im gleichen Jahr ging er als Bergarbeiter in das Ruhrgebiet, wo er auf der Zeche Schamrock in Wanne-Eickel arbeitete. Zwischen 1921 und 1924 war er Verbandssekretär beim Fabrikarbeiterverband in Bochum. Danach war er Werksleiter einer Ziegelfabrik in Silixen. Zwischen 1925 und 1933 war er Gemeindevorsteher des Ortes, außerdem von 1928 bis 1933 Mitglied des Amtstages, sowie 1932/33 Mitglied des Kreistages als Fraktionsvorsitzender der SPD und des Kreisausschusses des Kreises Lemgo. Zwischen 1929 und 1933 war Winter Mitglied des Landtages von Lippe.
Zu Beginn der nationalsozialistischen Herrschaft wurde er am 8. März 1933 inhaftiert. Über Lemgo und Detmold gelangte er in das Gefängnis von Herford, aus dem er erst im Juni 1933 entlassen wurde. Bis Ende 1933 blieb Winter formal Mitglied des lippischen Landtags. Während des NS-Regimes arbeitete Winter auf einer Ziegelei in Hildesheim und auf den Tonwerken in Bünde.
Am 27. April 1945 wurde er von den Amerikanern als Bürgermeister in Silixen eingesetzt. 1946 wurde er in den Gemeinderat und als Bürgermeister gewählt. Er blieb bis zur Eingemeindung 1968 Bürgermeister der Gemeinde. Danach war er bis 1975 Mitglied der Gemeindeversammlung der Gemeinde Extertal. Außerdem war Winter von 1946 bis 1972 Mitglied des Kreistages des Kreises Lemgo, wo er auch wieder Fraktionssprecher wurde, und von 1962 bis 1972 Landrat. Zwischen 1949 und 1964 war er Abgeordneter der Verbandsversammlung des Landesverbandes Lippe und Vorstandsmitglied des Gemeindetages Westfalen.
Von 1946 bis 1947 war Winter erneut Mitglied des Landtages Lippe und nach dem Beitritt des Landes zu Nordrhein-Westfalen von 1947 bis 1966 Mitglied des Landtages von Nordrhein-Westfalen. 1964 wurde Winter das Große Verdienstkreuz der Bundesrepublik Deutschland verliehen.
Nach 1945 arbeitete Winter als selbstständiger Kaufmann in Silixen. Er gründete eine Firma für Kohle-, Baustoff- und Düngemittelhandel. Ebenfalls betrieb er eine Autovermietung.